# Фабріціо Де Андре
Фабріціо Крістіано Де Андре (італ. Fabrizio Cristiano De André; 18 лютого 1940, Генуя — 11 січня 1999 року, Мілан) — італійський автор-виконавець, поет.

## Біографія

### Дитинство і юність
Фабріціо Де Андре народився в Генуї 18 лютого 1940 року. Батько привітав народження хлопчика, запустивши на грамофоні пластинку Джино Марінуцці «Сільський вальс». Двадцять п'ять років по тому Фабріціо Де Андре напише на ту ж мелодію свій «Вальс на честь кохання». Коли вибухнула війна, Де Андре повинні були шукати притулку на сільській фермі близько Ровіньяно д'Асті, в П'ємонті. Батько хлопчика — антифашист, слідами якого йшла поліція, — пішов у партизани. У 1945 році сім'я повернулася до Генуї. Фабріціо вчився в школі, потім у гімназії, а потім вступив на юридичний факультет університету Генуї. Але університету Фабріціо не закінчив — пішов, коли залишалося тільки шість іспитів до отримання наукового ступеня.
Фабріціо давно вже захоплювався музикою. Спочатку він грав на віолончелі, потім на гітарі, брав участь у кількох місцевих джаз-оркестрах (джаз став його першою музичною любов'ю). Шлях його як автора пісень і виконавця розпочався наприкінці п'ятдесятих, під найсильнішим впливом французьких шансоньє — особливо Жоржа Брассанса (1921—1981), чиї пісні він з захопленням перекладав на італійську і виконував разом зі своїми першими творами. У 1958 році Фабріціо Де Андре вперше записав пісні — «Nuvole Barocche» («Хмари бароко») і «E fu la notte» («І впала ніч»).

### 1960-ті
У 1962 році він одружився з Пуні Ріньон, яка була на десять років старша за нього. У тому ж році у пари народився перший і єдиний син, який згодом пішов по стопах батька і став музикантом і автором пісень. Тепер Фабріціо пише пісні, які зробили його відомим більш широкій публіці, а потім стали його «класикою»: «Війна П'єро», «Балада про героя», «Заповіт», «Балада про Міці», «Віа дель Кампо», «Пісня про втрачену любов», «Старе містечко», «Повернення Карла Мартелло з битви при Пуатьє» (написана разом з другом, Паоло Вілладжо), і «Пісня Марінелло». У 1968 році «Марінеллі» заспівала і записала одна з славнозвісних італійських співачок — Міна Мацціні. Трохи пізніше вперше вийшов його диск — «Том перший» (1968), потім «Всі ми померли в стражданнях» і «Том другий» — обидва піднялися до вершини італійського хіт-параду.

### 1970-ті
У 1970 році Фабріціо Де Андре створив концептуальний альбом «Блага вість» — апокрифічна розповідь про життя Христа. Цей альбом, і особливо пісня «Євангеліє від Тітуса», в якій один з грабіжників, розіп'ятих поруч з Христом, з запалом спростовує Десять Заповідей. Фабріціо Де Андре, атеїст і анархіст за переконаннями, написав ряд пісень (наприклад, «Молитва в січні» і «Його звали Ісус»), в яких виявив близькі християнству думки, і ці пісні навіть співали в церквах — але не «Євангеліє від Титуса». У 1971 році Фабріціо зробив ще один прославлений альбом — «Ні грошам, ні любові і ні небу», — на основі книги віршів «Антологія Спуун Рівер» Едгара Лі Мастерса; диск був представлений в процесі інтерв'ю з Фернандо Піва, першим італійським перекладачем «Антології» і одним з найближчих друзів Чезаре Павезе. Ім'я Фабріціо Де Андре стало асоціюватися з серйозною літературою і поезією, і деякі з його текстів навіть перекочували в шкільні хрестоматії. 1973 року Фабріціо Де Андре робить свій найбільш політизований альбом «Історія одного службовця». На наступний рік він випускає «Пісні» — збори своїх перекладів з Жоржа Брассанса, Леонарда Коена і Боба Ділана. Туди ж увійшло кілька його власних старих пісень з 60-х. У 1975 році Фабріціо (який між тим розійшовся з Пуні і почав роман з фолк-співачкою Дорі Гецці) створив у співдружності з іншою італійської знаменитістю, Франческо Де Грегорі, альбом «Том восьмий». У цьому альбомі Де Андре пориває зі звичаєм шукати нові шляхи для своїх віршів і музики. Лірика альбому показує, який глибокий вплив сучасної поезії на його роботу. 1975-ий рік означає серйозну зміну в житті Фабріціо: він починає пам'ятну серію концертів (після першого концерту на початку 60-х він завжди відмовлявся з'являтися на публіці, за винятком пари телевізійних трансляцій), і вирішує переїхати на острів Сардинія зі своєю новою любов'ю. З цією метою він купує маєток Аньята поруч з Темпіо Паузанія, на півночі Сардинії, і звертається до занять землеробством і скотарством. У 1977-му у пари народжується дочка, Луїза Вітторія («Луві»), а на наступний рік Фабріціо випускає новий альбом, «Ріміні». Більшість пісень з цього альбому написано разом з молодим автором з Верони, Массіно Бубола. 1979 рік — новий етап у житті Фабріціо Де Андре. Рік починається зі знаменитих живих концертів, з яких вийшов подвійний альбом. Акомпанує йому знаменитий італійський поп-колектив «PFM» (Premiata Forneria Marconi). А наприкінці серпня сталося несподіване: Фабріціо Де Андре і Дорі Гецці викрадені заради викупу бандою сардинських розбійників, і містяться в'язнями в недоступних горах Супрамонте. Пару звільнили через чотири місяці, не отримавши викупу. Коли розбійників заарештувала, нарешті, поліція, Де Андре, викликаний свідчити проти них на процесі, відмовився засудити своїх викрадачів і висловив з ними солідарність: «Це вони виявилися справжніми в'язнями, а не я». Цей драматичний епізод і знайомство з важким життям мешканців Сардинії надихнули Фабріціо на наступний безіменний альбом, який в медіа назвали «Індіанець» — по фото червоношкірого на обкладинці.

### 1980-ті
У 1984 році Фабріціо звертається до свого рідного генуезькому діалекту і створює, разом з Марко Пагані, один зі своїх найкращих альбомів — «Creuza de ma». Пісні ці навіяні народною музикою всіх середземноморських країн. Альбом удостоївся незліченної кількості нагород і звання «найкращого італійського альбому 80-х». У 1989 році Фабріціо Де Андре і Дорі Гецці офіційно одружуються, а на наступний рік з'являється його новий альбом «Хмари», а в ньому ще дві пісні на генуезькому, одна — на північному сардинському галлурезькому («Гори Мола») і одна на неаполітанському («Дон Рафаель»).

### 1990-ті
Нова серія тріумфальних концертів — і новий подвійний диск «Концерти 1991-го». У 1992 році — ще ряд живих концертів, у тому числі — вперше у ряді театрів. Останній оригінальний альбом Фабріціо Де Андре, «Врятовані душі», вийшов в 1996-му. Ставший на зразок його духовного заповіту, включаючи пісню «Хорахане», присвячену циганам, «Розбрат» (перекладену на англійську і сповнену «Walkabouts»), і «Нескінченна молитва», заснована на «Сазі про Топмане Макролле» аргентинського письменника Альваро Мутисія. Фабріціо співав і іспанську версію цієї пісні. У 1997-му Фабріціо почав нову серію театральних концертів, «Врятовані душі». Вийшов новий збірник його пісень «Закохавшись у все». Влітку 1998 року концертне турне було перервано — у нього виявили рак. Помер Фабріціо Де Андре 11 січня 1999 року, в 2:30. Через два дні його поховали в рідній Генуї. На похорон зібралося близько 10 тисяч осіб.

## Дискографія
- Tutto Fabrizio De André (1966)
- Volume 1 (1967)
- Tutti morimmo a stento (1968)
- Volume 3 (1968)
- Nuvole barocche (1969)
- La buona novella (1970)
- Non al denaro non all'amore né al cielo (1971)
- Storia di un impiegato (1973)
- Canzoni (1974)
- Volume 8 (1975)
- Rimini (1978)
- In Concerto - Arrangiamenti PFM (1979)
- In Concerto - Arrangiamenti PFM Vol. 2 (1980)
- Fabrizio De André (1981)
- Creuza De Mä (1984)
- Le Nuvole (1990)
- 1991 Concerti (1991)
- Anime salve (1996)
- Mi innamoravo di tutto (1997)
- De André in concerto (1999)
- Da Genova (2000)
- Peccati di gioventù (2000)
- Fabrizio De André in Concerto Volume II (2001)
- In direzione ostinata e contraria (2005)
- In direzione ostinata e contraria 2 (2006)

## Пам'ять про Фабріціо де Андре
У 2003-му році вийшов альбом, присвячений пам'яті Фабриціо Де Андре — Faber, Amico Fragile, в записі якого взяли участь відомі італійські музичні виконавці, зокрема Адріано Челентано, який виконав композицію «La guerra di Piero» з цього альбому..
У вітрині музичного магазину на вулиці Віа дель Кампо була виставлена гітара Фабріціо Де Андре.

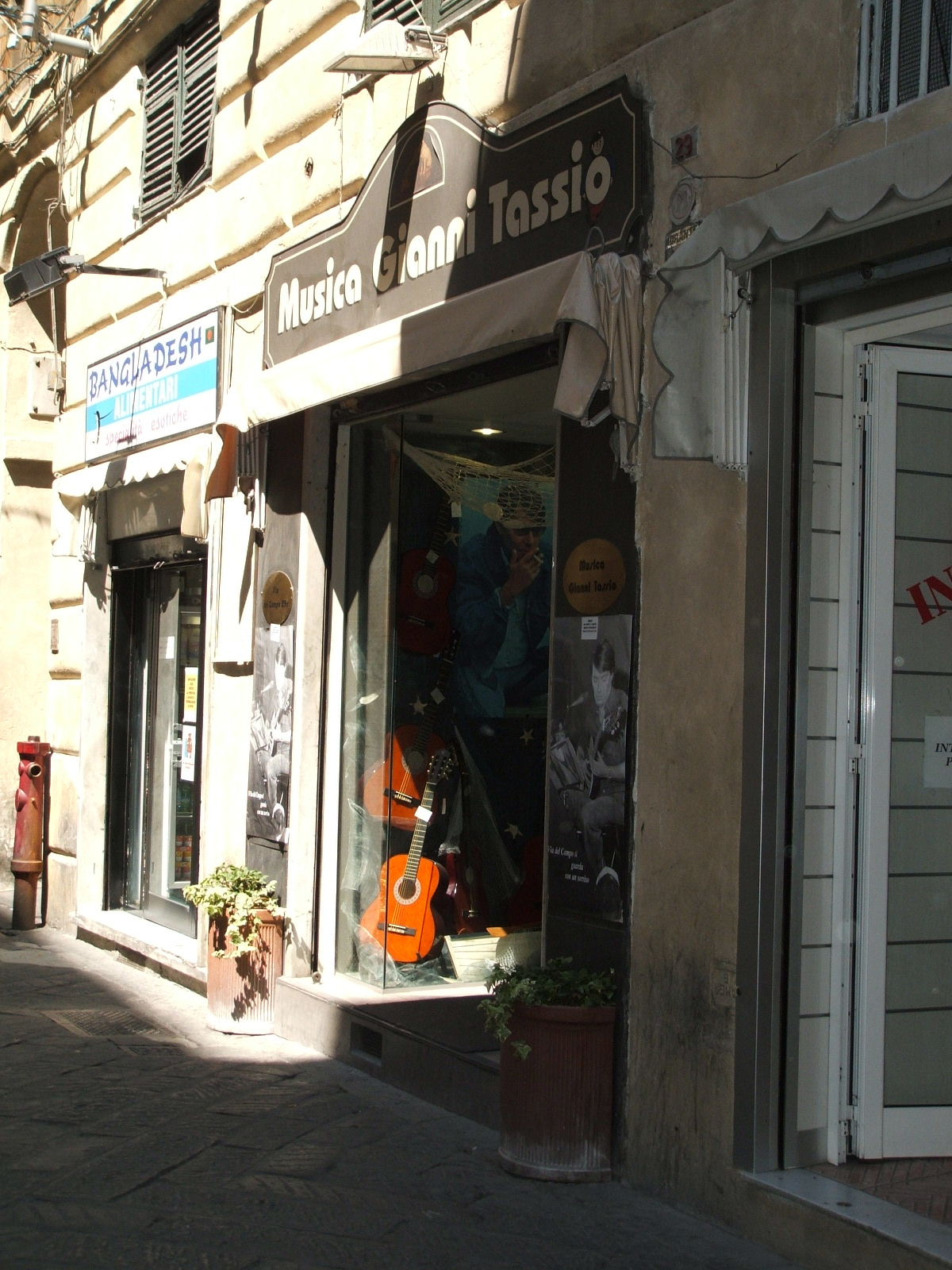
Магазин на вулиці Віа дель Кампо

Premiata Forneria Marconi на згадку про спільні виступи виконують на своїх концертах інтерпретації його пісень.
На честь Фабриціо Де Андре було засновано спеціальну премію, якою в 2007-му році було нагороджено Джан П'єро та Джанфранко Ревербері..

## Джерело
- Сайт фонду співака